# Острый бронхит
Острый бронхит — клинический синдром, в основе которого лежит кашель из-за острого (самоограниченного) воспаления средних и больших дыхательных путей, называемых бронхами, без признаков пневмонии. Обычно вызывается вирусами и часто начинается с симптомов, типичных для синдрома простуды. Общие симптомы могут длиться в течение 7—10 дней, кашель же может сохраняться в течение нескольких недель после того, как организм справится с инфекцией. Кашель при остром бронхите обычно длится в течение 2—3 недель, но гиперреактивность воздухоносных путей может сохраняться до 5—6 недель.
Вирусная инфекция является причиной более чем 90 % случаев заболевания. Бактерии встречаются лишь в 1 %—10 % случаев, однако их роль в развитии острого бронхита является спорной, поскольку бактериальная инвазия пока не обнаруживалась при анализе проб бронхиальной ткани. Вирусы могут распространяться по воздуху при кашле или при прямом контакте. Факторы риска включают воздействие табачного дыма, пыли и загрязнения воздуха. Небольшое количество случаев связано с высоким уровнем загрязнения воздуха или с бактериями, такими как Mycoplasma pneumoniae или Bordetella pertussis. Диагноз обычно основывается на симптомах. Цвет мокроты не указывает на вирусную или бактериальную инфекцию. Определение патогена среди амбулаторных пациентов обычно не требуется. Схожие с острым бронхитом симптомы могут быть и при других заболеваниях, которые включают в себя астму, пневмонию, бронхиолит, бронхоэктазы и ХОБЛ. Рентген грудной клетки может быть полезен для выявления пневмонии.
Профилактика заключается в избегании курения и других раздражителей лёгких, а также в частом мытье рук и вакцинации против гриппа. Лечение острого бронхита обычно включает в себя отдых, а также парацетамол и нестероидные противовоспалительные препараты для снижения высокой температуры. Доводов в пользу использования лекарств от кашля мало, и они не рекомендуются детям младше шести лет. Как правило, не следует использовать антибиотики. Исключение составляют случаи, когда острый бронхит вызван коклюшем. Предварительные данные подтверждают, что мёд и пеларгония помогают в облегчении симптомов. Рекомендации врачам также включают уважительное выслушивание жалоб пациента и обсуждение возможностей лечения.
Острый бронхит является одним из самых распространенных заболеваний. По крайней мере один раз в год им болеют около 5 % взрослых и около 6 % детей. Чаще встречается осенью и зимой. Более 10 миллионов человек в США ежегодно посещают врача из-за острого бронхита, примерно 70 % из них получают антибиотики, которые в подавляющем большинстве из этих случаев не нужны. Проведено много исследований по части использования антибиотиков при остром бронхите, и предпринимаются попытки снизить частоту их использования.

## Общие сведения
Острый бронхит является воспалением бронхов — больших и средних дыхательных путей. У многих в воспаление оказывается вовлечена трахея, в этом случае острый бронхит сопровождается острым трахеитом с соответствующими симптомами. Термин «трахеобронхит» часто используется взаимозаменяемо с острым бронхитом, но в литературе предпочтение отдаётся острому бронхиту. Трахеобронхит же используется в контексте аспергиллёза и вентилятор-ассоциированных трахеобронхиальных инфекций. Воспаление мелких дыхательных путей называется бронхиолитом, хотя симптомы могут быть схожими с бронхитом. 
Отдельным заболеванием является бронхоэктазия, характеризуемая патологическим расширением бронхов и хроническим кашлем. Диагноз хронического бронхита ставят при длительном продуктивном кашле (как минимум 3 месяца в год в течение двух последовательных лет).
Острый кашель также может быть из-за инфекции верхних дыхательных путей. Синдром кашля верхних дыхательный путей, ранее известный как постназальный синдром, часто наблюдается при простуде и может быть следствием больного горла или стекания слизи по задней стенке носоглотки. При этом простуда и острый бронхит могут сопровождаться схожими симптомами из-за чего их бывает сложно отличить друг от друга, мало того, острый бронхит может сопровождаться синдромом кашля верхних дыхательных путей.
Ложный диагноз острого бронхита у многих пациентов ставят из-за острого кашля вследствие простуды, обострений астмы или обострений хронической обструктивной болезни лёгких. Многие ранее проводимые контролируемые исследования, которые впоследствии использовались в написании клинических руководств, также не всегда чётко дифференцировали данные заболевания, что отчасти объясняется отсутствием единого определения острого бронхита. Некоторые исследования могут быть также искажены из-за попадания в число больных острым бронхитом пациентов с пневмонией, если для исключения пневмонии в рамках исследования не делался рентгенографический снимок.

## Симптомы
Основной симптом острого бронхита — продуктивный кашель с мокротой, которая может быть и гнойной. Средняя продолжительность кашля составляет примерно 17,8 дней (примерно две с половиной недели). Могут также наблюдаться одышка или хрипы. Инфекции верхних дыхательных путей часто предшествуют острому бронхиту с пересечением симптомов, включая головную боль, заложенность носа и боль в горле. Лихорадка и другие системные симптомы при остром бронхите редки, а при их наличии могут быть заподозрены грипп или пневмония.
Обращение к врачу может потребоваться при наличии сопутствующих заболеваний лёгких и сердца, таких как астма или сердечная недостаточность, при повторяющихся случаях бронхита или при возникновении тяжёлых или необычных симптомов, среди которых:
- тяжёлый кашель,
- кашель, длящийся более 3 недель,
- лихорадка с температурой 38 °C и выше длительностью более 3 дней,
- откашливание мокроты с прожилками крови,
- частое дыхание (более 30 вдохов в минуту),
- боли в грудной клетке,
- очень вялое состояние или спутанное сознание.

Если кашель сопровождается высокой температурой, а также потерей или изменением вкуса или обоняния, то это может указывать на COVID-19.

## Этиология
В большинстве случаев среди исследований не удаётся определить возбудителя, вызывавшего заболевание, что может объясняться ограничениями проводимых тестов или  отсутствием патогена. Патоген удаётся обнаружить лишь в 16 %—30 % случаев. Считается, что чаще всего острый бронхит вызывается вирусами, которые являются его причиной примерно в 90 % случаев. Он вызывается теми же вирусами, что вызывают простуду и грипп, обычно обнаруживаются риновирусы, энтеровирусы, вирусы гриппа A и B, вирусы парагриппа, коронавирусы, человеческий метапневмовирус и респираторно-синцитиальный вирус. Среди военнослужащих значимыми возбудителями острого бронхита являются аденовирусы, среди обычного же населения они его редко вызывают. Риновирусы и энтеровирусы ассоциируются с лёгким бронхитом. Острый бронхит, вызванный вирусами гриппа A и B, может сопровождаться симптомами, свойственными гриппу, включая лихорадку. Сопутствующий круп у детей может свидетельствовать о парагриппозной инфекции. Коинфекция с участием двух или более вирусов встречается в 10 %—30 % случаев острого бронхита, чаще в качестве вируса-компаньона фигурирует не так давно обнаруженный бокавирус.
Вирус ветрянки может также вызывать респираторные заболевания, включая острый бронхит на ранней стадии заболевания. Вирус простого герпеса часто обнаруживается в выделениях больных респираторными заболеваниями, однако его роль в заболеваниях считается незначимой. Тем не менее, в редких случаях он способен вызывать острый геморрагический трахеобронхит у здоровых людей.
Бактериальные инфекции встречаются намного реже и обнаруживаются лишь в 1 %—10 % случаев. С острым бронхитом ассоциируют Mycoplasma pneumoniae, Chlamydophila pneumoniae и коклюшную палочку. Примерно в 10 % кашля, длящегося от 2 недель, обнаруживаются свидетельства коклюшной инфекции, по другим данным коклюш обнаруживается примерно в 1 %—6 % острого бронхита. Пневмококки, гемофильная палочка, Moraxella catarrhalis могут участвовать в возникновении пневмонии или хронического бронхита, однако нет достоверных доказательств того, что они могут вызывать острый бронхит. При обострениях хронического бронхита бактерии встречаются чаще, чем при остром бронхите у здоровых людей.
Иногда острый бронхит может быть вызван воздействием аллергенов или раздражителей, последние включают дым, пыль и загрязнённый воздух.

## Патогенез
При остром бронхите инфекционного характера инфицированными оказываются клетки, выстилающие бронхи. Изначально инфекция обычно появляется в носу или горле, а затем распространяется и на бронхи. В ходе борьбы организма с инфекцией происходит повреждение слизистой оболочки и эпителиальных клеток, высвобождаются провоспалительные медиаторы, возникают воспаление бронхов и кашель. Воспаление приводит к сужению воздухоносных путей, в результате чего могут возникнуть свистящее дыхание, ощущение сдавливания в грудине и одышка. Постепенно иммунная система побеждает инфекцию и состояние дыхательных путей приходит в норму.
Патогенез заболевания является следствием взаимодействия патогена и поражаемых клеток, а также иммунного ответа организма. Разные вирусы могут иметь различный тропизм к клеткам, различные патогенетические механизмы, может также отличаться локализация инфекции. Респираторно-синцитиальный вирус у маленьких детей способен поражать клетки, выстилающие бронхиолы. В ходе экспериментального заражения риновирусом, который обычно вызывает симптомы простуды, была продемонстрирована очаговая инфекция эпителиальных клеток. Наиболее хорошо гистопатологические изменения описаны для вирусов гриппа. В лёгких случаях они ограничиваются небольшим воспалением, но в тяжёлых случаях с фатальными исходами среди детей в половине случаев наблюдались гиперемия подслизистой оболочки, кровоподтёки, инфильтрация мононуклеарных клеток и некроз эпителия.
Значимую роль в развитии заболевания играет ответ иммунной системы, в частности, врождённый иммунный ответ. Клетки респираторного эпителия и иммунные клетки высвобождают индуцированные вирусом провоспалительные цитокины и хемокины, которые, в свою очередь, приводят к появлению локальных и системных симптомов заболевания. В случае острого бронхита, вызванного вирусами гриппа, на ранних стадиях заболевания высвобождаются интерфероны I типа, фактор некроза опухоли и IL-6. Считается также, что иммунный ответ приводит к гиперреактивности дыхательных путей, сохраняющейся вплоть до 6 недель, из-за перенесённых гриппа или респираторно-синцитиальной инфекции. Гиперреактивность дыхательных путей наблюдается примерно у 40 % здоровых людей с острой респираторной вирусной инфекций.
Цитокины, индуцируемые риновирусом, могут играть роль в эпизодах астмы. Среди бактериальных инфекций особую роль в течении заболевания может играть коклюшевый токсин, выделяемый бактериями B. pertussis, однако пока не известно наверняка, является ли именно этот токсин причиной приступообразного и продолжительного кашля.
Кратковременное вдыхание токсических веществ также может привести к различным острым поражениям дыхательный путей, в числе которых значится и бронхит, однако могут возникнуть и более тяжёлые заболевания. Например, воздействие хлора при неправильном разведении бытовых растворов или обслуживании бассейнов может привести к острому трахеобронхиту или острому респираторному дистресс-синдрому. Тяжесть и локализация поражения определяется многими факторами, в числе которых диаметр частиц, растворимость газов, токсичность веществ и их свойства. В верхних дыхательных путях задерживаются хорошо растворимые в воде газы и крупные частицы, менее растворимые газы и частицы диаметром менее 10 мкм могут попадать глубже в дыхательные пути.

## Диагностика

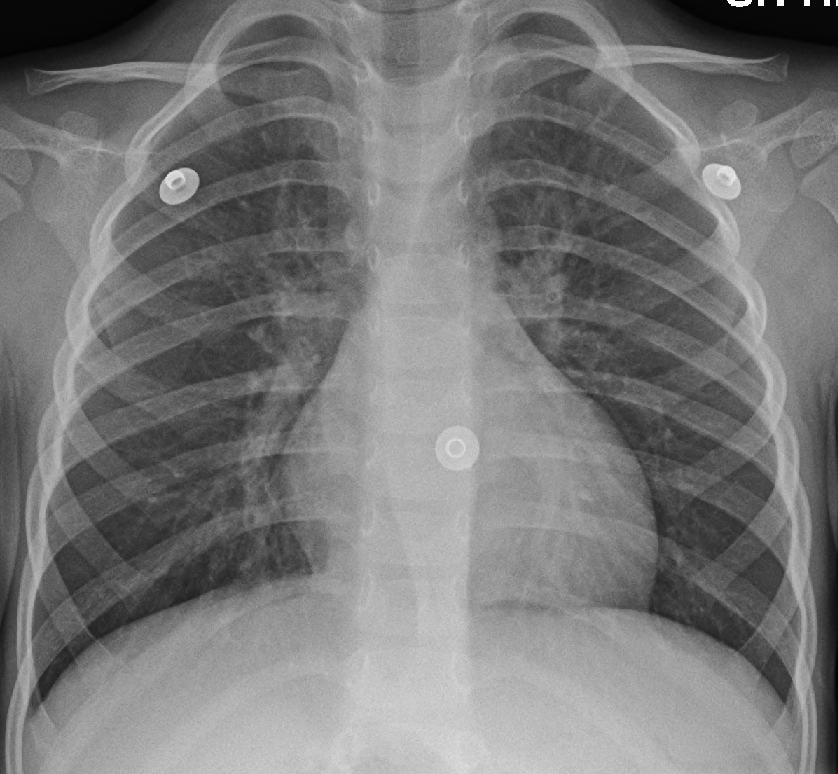
Умеренное утолщение бронхиальных стенок, наблюдаемое при вирусном бронхите

Большинство врачей при постановке диагноза ориентируются на сухой или влажный кашель как свидетельство бронхита.
Не существует каких-либо надёжных специфических тестов или диагностических признаков, с помощью которых можно установить диагноз острого бронхита. Биомаркеры могут помочь в определении пациентов, для которых пользу могут принести антибиотики. При подозрении на пневмонию может быть произведён тест на C-реактивный белок, а при сомнении в его результатах диагноз может быть подтверждён или отклонён с помощью рентгенографии грудной клетки. Рентген грудной клетки полезен для исключения пневмонии у людей с лихорадкой, учащенным пульсом, учащенным дыханием или у пожилых людей, поскольку в этих случаях пневмония встречается чаще.
В грудной клетке могут хуже прослушиваться респираторные звуки, могут прослушиваться влажные и сухие хрипы. Притупление звуков при перкуссии и шум трения плевры предполагают распространение болезни за пределы бронхов, что наблюдается при пневмонии. На коклюш может указывать кашель длительностью более 2 недель, который перерастает в приступообразный и судорожный с возможной послекашлевой рвотой. Также коклюш может быть заподозрен при кашле длительностью более 4 недель, даже если типичные для него симптомы отсутствуют, при этом подозрение может быть также у вакцинированных подростков и взрослых, поскольку напряжённость иммунитета ослабевает со временем.
В диагностировании инфекции верхних дыхательных путей могут применяться ПЦР-тестирование и посев мокроты. При подозрении на грибковую инфекцию для установления этиологического агента часто применяется бронхоскопия.

## Профилактика
Рекомендации по профилактике включают в себя:
- частое мытьё рук[57],
- вакцинацию, в частности от гриппа[57],
- избегание курения, в том числе пассивного[57],
- прикрывание рта и носа во время кашля или чихания[57].

## Лечение
В большинстве случаев острый бронхит проходит сам по себе в течение нескольких недель. В облегчении симптомов могут помочь обезболивающие. Другие рекомендации могут включать отдых и умеренное обильное питьё.
Лечение обычно проводится терапевтами, при этом врачи часто отклоняются от принципов доказательной медицины. Частое назначение практикующими врачами средств от простуды и кашля, включающих в себя всевозможные комбинации антигистаминных, противовоспалительных и деконгестантов, является следствием широкого распространения рекламы данных средств.
Поскольку в исследования по части лечения острого бронхита обычно не включают людей со значимыми сопутствующими заболеваниями или состояниями, такими как врождённый порок сердца или иммуносуппрессия, общие рекомендации по лечению могут оказаться неприменимы к данным группам пациентов.

### Противомикробные препараты

#### Противовирусные препараты
В случае гриппа могут быть назначены противовирусные, эффективные против него, однако их приём необходимо начать в первые 48 часов с начала заболевания. Эмпирическое лечение пациентов, не входящих в группы риска, не рекомендуется.

#### Антибиотики
Существующие доказательства в общем случае не поддерживают использование антибиотиков при остром бронхите. Кокрановский систематический обзор показал, что антибиотики уменьшают кашель в среднем на 12 часов (из общего среднего показателя в 14–28 дней). Антибиотики вызывают больше побочных эффектов, таких как тошнота и диарея, а также могут способствовать развитию устойчивых к антибиотикам бактерий. Возможно, они полезны для уязвимых групп, таких как слабые и пожилые люди, но нет достаточной доказательной базы для определения пользы в данном случае. Однако назначение антибиотиков курильщикам в сравнении с некурящими людьми при неосложнённом остром бронхите не помогает в выздоровлении.
Хотя практические руководства не рекомендуют назначение антибиотиков при остром бронхите, некоторые клинические рекомендации предлагают использовать тестирование на C-реактивный белок для определения случаев тяжёлых респираторных инфекций, таких как пневмония. Тестирование на C-реактивный белок уменьшает неуверенность при определении пациентов, у которых нет риска развития осложнений, а также позволяет лучше предсказывать возможную пневмонию. Оно может помочь снизить частоту назначения антибиотиков при остром кашле, однако существует риск излишнего назначения, несмотря на низкий уровень C-реактивного белка, если пациент желает лечения антибиотиками. В подобных случаях полезными могут оказаться коммуникативные навыки врачей. Многие пациенты на приёме у врачей ожидают, что им назначат лечение, облегчающее симптомы острого бронхита, в подобных ситуациях перед врачами может возникнуть ситуация, когда пациентам необходимо объяснить, что против острого бронхита нет эффективных средств.
Полезным биомаркером для назначения антибиотиков может оказаться прокальцитонин, однако пока он не рекомендован в повседневной практике, а для определения его роли в лечении необходимы дальнейшие исследования. Уровень прокальцитонина в крови значимо повышается в ответ на бактериальную инфекцию, но лишь незначительно — в ответ на вирусную, при этом он не возрастает при различных других воспалительных состояниях.
В английском языке острый бронхит также называют англ. chest cold, что дословно переводится как «простуда грудной клетки»). Данное понятие вместе с использованием понятия «вирусной инфекции» вместо острого бронхита делает заболевание менее страшным в глазах пациентов, в результате чего данные обозначения могут помочь в снижении использования антибиотиков за счёт повышения удовлетворенности пациентов в случаях, когда антибиотики не назначаются.

### Отказ от курения
Острый бронхит является хорошим поводом для врачей мотивировать курильщиков к полному отказу от курения, в качестве мотивации может служить возможное развитие хронического бронхита, если пациент продолжит курить.

### Безрецептурные средства
Нет хороших доказательств в пользу или против использования безрецептурных средств от кашля. Дозировки и длительность курса лечения различаются между странами, а многие исследования плохо документированы и сильно отличаются друг от друга, из-за чего сложно сделать какие-либо выводы. Для формирования выводов об эффективности или неэффективности требуются высококачественные рандомизированные исследования. Тем не менее, многие люди сами принимают безрецептурные препараты от кашля или дают их своим детям, а многие врачи рекомендуют их своим пациентам. 
Редкие фатальные случаи среди детей, в частности из-за передозировки, повлекли за собой запрет безрецептурных средств от кашля, содержащих антигистаминные или противовоспалительные компоненты, для детей возрастом младше 6 лет в США. При этом исследования противовоспалительных, антигистаминных, сочетания антигистаминных и деконгестантов, а также комбинации противовоспалительного и бронхорасширяющего средств среди детей показали эффективность не выше, чем у плацебо. В Евросоюзе с 2008 года запрещён клобутинол из-за пролонгации интервала QT и возникновения сердечных аритмий.
Имеются слабые доказательства того, что бета-2-агонисты могут принести пользу у взрослых с сужением дыхательных путей (которое обычно наблюдается при астме или хронической обструктивной болезни лёгких) без наличия сопутствующих патологий, но это может привести к нервозности, дрожи или тремору. Потенциальная польза плохо поддерживается имеющимися данными и должна взвешенно сопоставляться с риском побочных эффектов. Также нет доказательств какой-либо пользы среди детей без свидетельств сужения дыхательных путей.
Ибупрофен в качестве средства от кашля в двух рандомизированных испытаниях показал разные результаты. В одном он не оказал влияния ни на длительность кашля, ни на его тяжесть. В другом эффект выявился в подгруппах — ибупрофен оказался эффективнее парацетамола у детей и у пациентов с инфекцией нижних дыхательных путей, однако приводил к учащению визитов к врачу из-за появления новых симптомов или из-за того, что они не проходили.

## Прогноз
Острый бронхит обычно длится от нескольких дней до нескольких недель. Он может сопровождать простуду или грипп или непосредственно следовать за ними, может также возникнуть сам по себе. Бронхит обычно начинается с сухого кашля, может также беспокоить больного по ночам. Через несколько дней он перерастает в продуктивный кашель, который может сопровождаться лихорадкой, усталостью и головной болью. Лихорадка, усталость и недомогание могут длиться всего несколько дней, но влажный кашель — до нескольких недель. 
При откашливании мокроты с вкраплениями крови требуется обращение к врачу. В редких случаях врачи могут провести тесты, чтобы определить, является ли причиной кровянистых выделений серьёзное заболевание вроде туберкулёза или рака лёгких . 

## Эпидемиология
Острый бронхит — одно из самых распространенных заболеваний. Этим заболеванием страдают около 5 % взрослых и около 6 % детей хотя бы один раз в год. Хотя точная сезонность острого бронхита неизвестна, считается, что он намного чаще встречается осенью и зимой.
Среди детей в возрасте до 5 лет повышенная частота острого бронхита в период активности респираторно-синцитиальной инфекции в два раза выше, чем в период активности вирусов гриппа. У детей от 5 до 14 лет повышенная частота острого бронхита в эти два периода схожая.